# Willdenowia affinis
Willdenowia affinis är en gräsväxtart som beskrevs av Neville Stuart Pillans. Willdenowia affinis ingår i släktet Willdenowia och familjen Restionaceae. Inga underarter finns listade i Catalogue of Life.